# Kamindu Mendis
Pasqual Handi Kamindu Dilanka Mendis (singhalesisch පැස්කුවල් හැන්ඩි කමිඳු දිලංක මෙන්ඩිස්, * 30. September 1998 in Galle, Sri Lanka) ist ein sri-lankischer Cricketspieler der seit 2019 für die sri-lankischen Nationalmannschaft spielt.

## Kindheit und Ausbildung
Mendis besuchte das Richmond College in Galle. Mit 16 Jahren stieg er in die U19-Nationalmannschaft Sri Lankas auf und war ihr Kapitän bei der ICC U19-Cricket-Weltmeisterschaft 2018. Sein besonderes Talent, mit beiden Armen zu bowlen, entwickelte er in seiner Zeit als U17-Spieler.

## Aktive Karriere
Mendis gab sein Twenty20-Debüt im Oktober 2018 gegen England. Später in der Saison erfolgte sein First-Class-Debüt. Im März 2019 folgte sein ODI-Debüt in Südafrika. Er hatte zunächst jedoch nur vereinzelte Einsätze. Im Januar 2022 erzielte er in der ODI-Serie gegen Simbabwe ein Fifty über 57 Runs. Im Sommer folgte sein Test-Debüt gegen Australien, wobei er ein Fifty über 68 Runs erzielte. Gegen Afghanistan erreichte er in den Twenty20s im Februar 2024 65* Runs. Bei der daraufhin stattfindenden Test-Serie in Bangladesch erzielte er im ersten Spiel zwei Centuries (102 Runs aus 127 Bällen und 164 Runs aus 237 Bällen) und konnte so zusammen mit Dhananjaya de Silva der ebenfalls zwei Centuries erreichte den deutlichen Sieg sichern. Im zweiten Spiel der Serie erzielte er ein Fifty über 92* Runs am Schlag und drei Wickets (3/32) als Bowler, womit er als Spieler des spiels und der Serie ausgezeichnet wurde. Kurz darauf wurde er für den ICC Men’s T20 World Cup 2024 nominiert.